# Liste der Landschaftsschutzgebiete im Landkreis Berchtesgadener Land
Im Landkreis Berchtesgadener Land gibt es 20 Landschaftsschutzgebiete. (Stand: November 2018)

## Liste
- Gebietsname: Amtliche Bezeichnung des Schutzgebietes
- Bild/Commons: Bild und Link zu weiteren Bildern aus dem Schutzgebiet
- LSG-ID: Amtliche Nummer des Schutzgebietes
- WDPA-ID: Link zum Eintrag des Schutzgebietes in der World Database on Protected Areas
- Wikidata: Link zum Wikidata-Eintrag des Schutzgebietes
- Ausweisung: Datum der Ausweisung als Schutzgebiet
- Gemeinde(n): Gemeinden, auf denen sich das Schutzgebiet befindet
- Lage: Geografischer Standort
- Fläche: Gesamtfläche des Schutzgebietes in Hektar
- Flächenanteil: Anteilige Flächen des Schutzgebietes in Landkreisen/Gemeinden, Angabe in % der Gesamtfläche
- Bemerkung: Besonderheiten und Anmerkungen

Bis auf die Spalte Lage sind alle Spalten sortierbar.
| Gebietsname | Bild/Commons   | LSG-ID       | WDPA-ID | Wikidata  | Ausweisung | Gemeinde(n) | Lage     | Fläche ha | Flächenanteil                           | Bemerkung                                                              |
| --- | -------------- | ------------ | ------- | --------- | ---------- | ----------- | -------- | --------- | --------------------------------------- | ---------------------------------------------------------------------- |
| LSG Ainringer und Peracher Moos | weitere Bilder | LSG-00487.01 | 395995  | Q59643608 | 1995       |             | Position | 401,96    | Landkreis Berchtesgadener Land (100 %)  | Ainringer Moos                                                         |
| LSG Aschau, Gemeinde Bischofswiesen |                | LSG-00441.01 | 395949  | Q59643536 | 1989       |             | Position | 57,2      | Landkreis Berchtesgadener Land (100 %)  |                                                                        |
| LSG auf dem Tumpen und dem Krumbichl, Gemeinde Marzoll | weitere Bilder | LSG-00224.01 | 395702  | Q59643454 | 1971       |             | Position | 81,23     | Landkreis Berchtesgadener Land (99,9 %) |                                                                        |
| LSG Barmstein, Gemarkung Scheffau, Markt Marktschellenberg | weitere Bilder | LSG-00347.01 | 395855  | Q59643802 | 1983       |             | Position | 148,5     | Landkreis Berchtesgadener Land (99,9 %) | Barmsteine                                                             |
| LSG Burgergraben, Gemeinde Bischofswiesen |                | LSG-00348.01 | 395856  | Q59643430 | 1983       |             | Position | 9,91      | Landkreis Berchtesgadener Land (100 %)  |                                                                        |
| LSG Höglwörther See, Gemeinde Anger | weitere Bilder | LSG-00219.01 | 395697  | Q59651246 | 1971       |             | Position | 123,28    | Landkreis Berchtesgadener Land (100 %)  | Höglwörther See                                                        |
| LSG Kirchholz, Stadt Bad Reichenhall und Gemeinde Bayerisch Gmain                                                                                             | weitere Bilder | LSG-00394.01 | 395902  | Q59643798 | 1986       |             | Position | 152,29    | Landkreis Berchtesgadener Land (100 %)  | Kirchholz                                                              |
| LSG Kulbinger Filz, Stadt Laufen | weitere Bilder | LSG-00349.01 | 395857  | Q59643429 | 1983       |             | Position | 90,19     | Landkreis Berchtesgadener Land (100 %)  |                                                                        |
| LSG Lattengebirge | weitere Bilder | LSG-00220.01 | 395698  | Q59643675 | 1971       |             | Position | 2946,27   | Landkreis Berchtesgadener Land (100 %)  | Lattengebirge                                                          |
| LSG Oberes Saalachtal mit Wendelberg und Kienberg, Gemeinde Schneizlreuth                                                                                     | weitere Bilder | LSG-00430.01 | 395938  | Q59643461 | 1989       |             | Position | 783,7     | Landkreis Berchtesgadener Land (100 %)  | Saalachtal                                                             |
| LSG Oberlauf der Kleinen Sur |                | LSG-00488.01 | 395996  | Q59643474 | 1995       |             | Position | 77,2      | Landkreis Berchtesgadener Land (100 %)  |                                                                        |
| LSG Ortelbach im Gebiet der Gemeinde Bayerisch Gmain |                | LSG-00321.01 | 395808  | Q59643567 | 1981       |             | Position | 51,15     | Landkreis Berchtesgadener Land (100 %)  |                                                                        |
| LSG Rostwald/Stanggaß | weitere Bilder | LSG-00383.01 | 395891  | Q59643654 | 1986       |             | Position | 326,2     | Landkreis Berchtesgadener Land (100 %)  |                                                                        |
| LSG Saalachauen nördlich Bad Reichenhall | weitere Bilder | LSG-00226.01 | 395704  | Q59643549 | 1971       |             | Position | 533,51    | Landkreis Berchtesgadener Land (99,9 %) |                                                                        |
| LSG Taubensee, Gemeinde Ramsau bei Berchtesgaden | weitere Bilder | LSG-00346.01 | 395854  | Q59651182 | 1983       |             | Position | 28,7      | Landkreis Berchtesgadener Land (100 %)  | Taubensee                                                              |
| LSG Thumsee, Stadt Bad Reichenhall und Gemeinde Schneizlreuth                                                                                                 | weitere Bilder | LSG-00385.01 | 395893  | Q59643840 | 1986       |             | Position | 1074,66   | Landkreis Berchtesgadener Land (100 %)  | Thumsee                                                                |
| LSG Untersberg mit Randgebieten, Gemeinde Bischofswiesen, Markt Berchtesgaden und Markt Marktschellenberg sowie das gemeindefreie Gebiet Schellenberger Forst | weitere Bilder | LSG-00442.01 | 395950  | Q59643633 | 1989       |             | Position | 3595,47   | Landkreis Berchtesgadener Land (99,9 %) | Untersberg                                                             |
| Saalach-Salzachauen | weitere Bilder | LSG-00497.01 | 396005  | Q59643568 | 1996       |             | Position | 504,93    | Landkreis Berchtesgadener Land (100 %)  | Saalachauen (Stadt Freilassing) und Saalach-Salzachauen (Stadt Laufen) |
| Schutz des Abtsdorfer Sees und der ihn umgebenden Landschaft                                                                                                  | weitere Bilder | LSG-00303.01 | 395782  | Q19964654 | 1979       |             | Position | 551,62    | Landkreis Berchtesgadener Land (100 %)  |                                                                        |
| Schutz des Ulrichshögl, Gemeinde Ainring | weitere Bilder | LSG-00070.01 | 395495  | Q59643464 | 1956       |             | Position | 78,66     | Landkreis Berchtesgadener Land (100 %)  |                                                                        |